# 西河 (星宿江)
西河，位于中国云南省中部，是绿汁江上游星宿江段右岸支流，发源于元谋县南部羊街镇大龙潭，向南流经禄丰县中村乡，至县城金山镇汇入星宿江。全长61.8公里，流域面积417.9平方公里。